# 1213 pr. n. št.

## Smrti
- Ramzes II., faraon (* okoli 1303 pr. n. št.)